# Outlawz
Outlawz (também conhecidos como Outlaw Immortalz) foi um grupo de rap americano fundado com o nome de Dramacydal por Tupac Shakur em meados de 1995 após a sua saída da prisão. Coletivamente são mais conhecidos por aparecer no vídeo, e rimar na música Hit 'Em Up.
O grupo Outlawz já foi formado por muitos integrantes: Tupac Shakur (morto em 1996), Kadafi (morto em 1996), E.D.I. Mean, Young Noble, Hussein Fatal (morto em 2015), Mussoline (Big Syke) (morto em 2016), Kastro, Napoleon, Komani (Mopreme Shakur "irmão de Tupac") e Storm. 

Makaveli (Tupac Shakur) foi morto em 1996, desde então os Outlawz faziam homenagens em suas musicas e fotos, Kadafi também foi morto por saber pistas relevantes do assassinato de Tupac Shakur, depois disso Hussein Fatal deixou o grupo e o rap por algum tempo mas retornou com sua carreira solo. Fatal morreu em 10 de julho de 2015, um ano após o falecimento de Hussien Fatal, no dia 5 de dezembro de 2016, Big Syke morreu de causas naturais enquanto estava na casa de um amigo.

## Discografia
- 1999: Still I Rise
- 2000: Ride wit Us or Collide wit Us
- 2001: Novakane
- 2002: Neva Surrenda
- 2005: Outlaw 4 Life: 2005 A.P.
- 2008: We Want In: The Street LP
- 2011: Perfect Timing

## Membros
Tupac Shakur (1971–1996)

Hussein Fatal (1977–2015)

Young Noble

Yaki Kadafi (1977–1996)

E.D.I. Mean

Kastro

Napoleon

Big Syke (1968–2016)

Mopreme Shakur

Stormey Coleman

Storm